# Departamento del tesoro de los Estados Unidos
1. REDIRECCIÓN Usuario:Elfisgon2/Taller/Departamento del tesoro de los Estados Unidos